# Evasio (vescovo)
Evasio, in qualche testo menzionato anche come Evasio II (... – VIII secolo), è stato un vescovo longobardo fu vescovo di Asti tra il 685 ed il 713.

## Biografia
Per molti secoli identificato con Sant'Evasio patrono di Casale Monferrato per colpa di un falso diploma di Carlo Magno e per alcune notizie mistificatorie del cistercense Filippo Malabayla che le fornì all'Ughelli per la compilazione della sua Italia sacra.
Il martire Evasio, non fu mai vescovo di Asti, né tanto meno il primo vescovo.
L'Evasio astese probabilmente fu un vescovo deceduto naturalmente.
Nei secoli, il suo culto venne erroneamente confuso a quello del santo martire casalese probabilmente per la vicinanza delle due diocesi.
Il culto del martire ad Asti si è probabilmente sviluppato molto tardivamente visto che ancora nel sinodo di monsignor Domenico Della Rovere del 1584, la festa del 1º dicembre è affiancata a "S.Evasii Episcopi et confessoris", senza comunque fare menzione di un'eventuale martirizzazione del vescovo astigiano.